# 笑福亭鶴笑
笑福亭 鶴笑（しょうふくてい かくしょう、1960年5月2日 - ）は、兵庫県朝来郡山東町（現在の朝来市）出身の上方の落語家・上方噺家。所属事務所は吉本興業。本名・金田 久和。出囃子『ハリスの旋風』。
パペット落語の創始者。主なネタには「立体西遊記」「時ゴジラ」「あたま山」「義経千本桜」等がある。何本もテレビやラジオのレギュラーを持っていたが全て辞めて、世界で通用する芸を目指して海外に移住（シンガポールに４年、ロンドンに４年）。ロンドンに住んでいた頃、コベントガーデンで大道芸もしていた。
世界48ヵ国、150都市以上で公演。言葉の壁を超えて、就学前のちびっこからお年寄りまで、理屈抜きで笑わせる唯一無二の落語家。

## 来歴・人物
兵庫県立八鹿高等学校を卒業。噺家になる以前は水商売、流れ作業の工場、運送業、喫茶店、石焼き芋の販売など、6年間で36、7件の職を転々とする。浅草の映画館で男はつらいよに出演していた6代目笑福亭松鶴を見た瞬間に「この人に怒ってもらおう」と惹き込まれ、1984年7月1日、6代目松鶴に入門。通常、松鶴一門は師匠と同じ松竹芸能に所属するケースが通常であるが、鶴笑は6代目松鶴の晩年に入門したこともあり（松鶴は鶴笑の入門から2年後に死去）、兄弟子である笑福亭仁鶴の下で修業しやすいようにとの配慮もあって仁鶴と同じ吉本所属となった。
新人時代に心斎橋筋2丁目劇場に出演していた時、落語に全く関心のない女子中高生たちを笑わせるために人形を持って舞台に立つなど試行錯誤し、人形などの小道具を手足にはめて演じるパペット落語を考案する。
1993年、ABCお笑い新人グランプリ優秀新人賞を受賞。
1998年にはパペット落語により、ハンガリー国際人形劇フェスティバル特別賞を受賞。同年 カナダ国際コメディーフェスティバルに参加する。
2000年 シンガポールへ移住。パペット落語を中心に英語をはじめとして現地の言葉で落語を演じ、海外での落語・日本文化の普及に努める。シンガポールの日本語ラジオ放送局Hello Singapore FM96.3で漫談と演歌を紹介する番組を担当。
2003年3月、第53回芸術選奨新人賞受賞。7月より文化庁文化交流使第1号に任命される。8月、イギリス・エジンバラフリンジフェスティバルを制覇。イギリスには翌年に文化交流使として渡り、ロンドンを活動拠点とする。
2006年、慰問活動を目的とした特定非営利活動法人『国境なき芸能団』を設立。これはトルコでの『国境なき医師団』のメンバーに『心の交流なら落語家さんのほうができるのでは』と言われたのがきっかけであった。
2008年に活動拠点を日本に戻す。同年繁昌亭大賞創作賞を受賞。
2012年1月、故郷・兵庫県朝来市の観光大使に任命された。
2018年に開催された「六代目笑福亭松鶴生誕百年祭」を企画立案し、現存する一門全員をどこかで出演させる「そろい踏み」を実現させた。
2023年東京都の大道芸ライセンス ヘブンアーティストを取得。上方落語の発祥は神社などの境内から始まったこともあり、原点回帰として大道芸にも意欲的に取り組む。

## 出演

### CM
- 和田山竹田家具 - 「和田山生まれの鶴笑さん」のキャッチフレーズだった[4]。

## 弟子
- 笑福亭笑子
- 笑福亭笑利
- 笑福亭つる吉※人間ではなく、パペット。
- 笑福亭笑生
- 笑福亭笑有
- 笑福亭笑音